# Rudersdorf (Wilnsdorf)
Rudersdorf ist ein Ortsteil der Gemeinde Wilnsdorf im Kreis Siegen-Wittgenstein in Nordrhein-Westfalen.

## Geographische Lage
Rudersdorf liegt im waldreichen Siegerland unweit des Rothaargebirges. Die höchste Erhebung im Ortsgebiet ist der Ziegenberg mit 450 m ü. NHN. Das Dorf liegt zwischen 330 und 400 m Höhe. Hindurch fließen der Mühlenbach und der Wahlbach, die beide in den Bichelbach münden. Dieser mündet kurz nach der Ortschaft in die von Südosten kommende Weiß. Rudersdorf hat eine Gemarkungsfläche von 7,57 km².
Nachbarorte von Rudersdorf sind Salchendorf im Norden, Helgersdorf (beide zu Netphen) im Nordosten, Gernsdorf im Osten, Dillbrecht (zu Haiger) im Südosten, Wilgersdorf im Süden, Wilnsdorf im Südwesten, Oberdielfen im Westen, Niederdielfen und Anzhausen im Nordwesten.

## Geschichte
Um 1300 wurde Rudersdorf erstmals urkundlich als „Rindenstorff“ erwähnt. Am 23. September 1337 wurde der Ort dann als „Rutirsdorf“ in einer Zusammenfassung von Ortschaften innerhalb eines Einkünfteverkaufs durch Heinrich Kolbe von Wilnsdorf erwähnt. 1621 fiel die Kirche Netphen und damit auch Rudersdorf an den Fürsten Johann von Nassau. 1766 gab es in Rudersdorf eine Brandkatastrophe, die nur wenige Häuser verschonte, schon 1790 gab es den nächsten Brand, die Lebensgrundlage wurde nur durch die Kollekte aus Siegen gesichert. Bereits 1796 zerstörte der zweite Großbrand bis auf wenige Häuser den Ort vollständig. 1816 wurde der Ort preußisch. Starke Regenfälle vernichteten 1847 die Ernte, eine Hungersnot war die Folge.
Ab 1884 wurde durch die Gemeinden Flammersbach und Rudersdorf die Weißtalstraße gebaut. Ab 1910 wurde mit Hilfe von Wasserkraft eine Elektroanlage angetrieben und erzeugte Strom. 1933 wurde das letzte Strohdach im Ort abgebrochen und ersetzt. Bis zur kommunalen Neugliederung gehörte der Ort dem Amt Netphen an. Am 1. Januar 1969 wurde Rudersdorf in die neue Großgemeinde Wilnsdorf eingegliedert. Der Ort feierte im Jahr 1986 sein 650-jähriges Bestehen.

### Einwohnerzahlen
Einwohnerzahlen des Ortes:
| Jahr | Einwohner |
| ---- | --------- |
| 1818 | 411       |
| 1885 | 431       |
| 1895 | 477       |
| 1905 | 507       |
| 1910 | 504       |
| 1925 | 823       |
| 1933 | 873       |
| 1939 | 941       |

| Jahr | Einwohner |
| ---- | --------- |
| 1950 | 1213      |
| 1961 | 1682      |
| 1967 | 1952      |
| 1969 | 2070      |
| 1991 | 2566      |
| 1994 | 2706      |
| 2002 | 2620      |
| 2005 | 2625      |

| Jahr | Einwohner |
| ---- | --------- |
| 2006 | 2638      |
| 2007 | 2651      |
| 2008 | 2657      |
| 2009 | 2531      |
| 2010 | 2587      |
| 2011 | 2574      |
| 2012 | 2553      |
| 2013 | 2524      |

| Jahr | Einwohner |
| ---- | --------- |
| 2014 | 2555      |
| 2015 | 2592      |
| 2016 | 2597      |

Anmerkungen: Zahlen 1969 / ab 1994 jeweils am 31. Dezember; 1991 am 31. März; 2002 im September.

### Ehemalige Bürgermeister
- 1967–1968: Richard Weber (CDU) († 1998)[15]

## Infrastruktur und Verkehrsanbindung
Eine größere Industrieansammlung gibt es in Richtung Anzhausen im Gebiet Anzhäuser Mühle.

### Verkehr

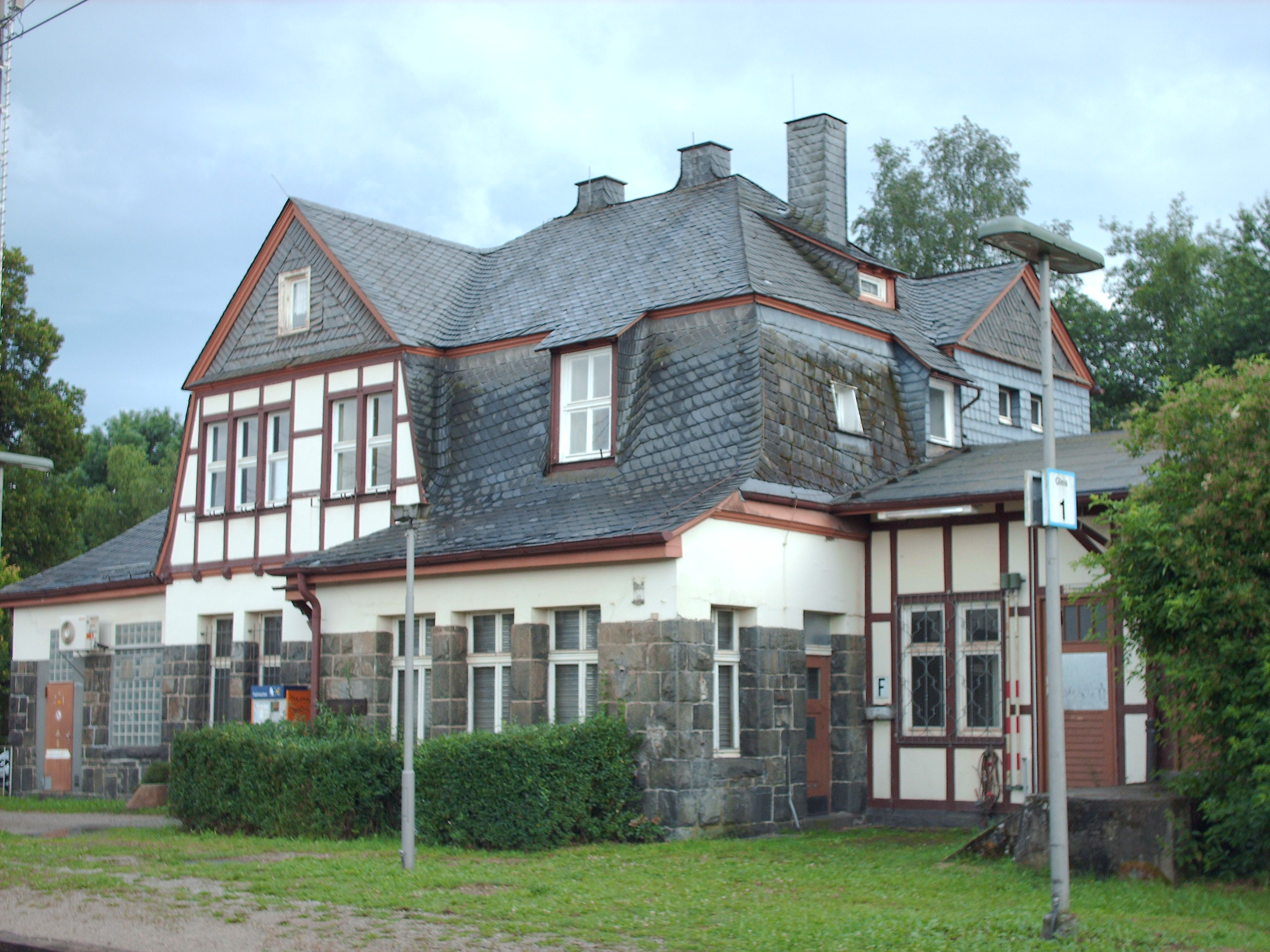
Bahnhof Wilnsdorf-Rudersdorf

Der Bahnhof Wilnsdorf-Rudersdorf liegt an der Dillstrecke der Deutschen Bahn, die von Dillenburg über die Wilnsdorfer Ortsteile Rudersdorf und Niederdielfen nach Siegen führt.
| Linie | Verlauf | Takt               |
| ----- | --- | ------------------ |
| RB 95 | Sieg-Dill-Bahn: Siegen Hbf – Wilnsdorf-Rudersdorf – Dillbrecht – Rodenbach (Dillkr) – Haiger – Sechshelden – Dillenburg Stand: Fahrplanwechsel Dezember 2021                                          | 120 min (werktags) |
| RE 99 | Main-Sieg-Express: Siegen Hbf – Wilnsdorf-Rudersdorf – Dillbrecht – Rodenbach (Dillkr) – Haiger – Sechshelden – Dillenburg – Herborn (Dillkr) – Wetzlar – Gießen Stand: Fahrplanwechsel Dezember 2021 | 120 min            |

In der Nähe dieses Bahnhofes befindet sich außerdem ein Unterwerk, durch das die Bahnstrom-Versorgung im Raum Siegen über Bahnstromleitungen gewährleistet wird. Dieses Werk ist an die Werke Finnentrop und Fronhausen angeschlossen.
Ferner beginnt hier der Rudersdorfer Tunnel, er unterquert die Landesgrenze nach Hessen.
Rudersdorf liegt an der Landesstraße 722, welche von Wilnsdorf nach Gernsdorf und Irmgarteichen führt. Westlich vom Ort zweigt diese in Richtung Wilnsdorf ab. Die Vorfahrtsstraße wird hier zur L 893. Ebenfalls westlich führt die Kreisstraße 11 durch ein kleines Seitental in Richtung Salchendorf. Mitten im Ort führt die L 904 über die Höhe ins Weißtal nach Wilgersdorf.

### Einkaufen und medizinische Versorgung
Am Ortsrand Richtung Gernsdorf gibt es ein kleines Einkaufszentrum mit einem REWE Nahversorger, Schuhgeschäft, Friseur und Fahrschule. Nachdem die ALDI NORD Filiale 2016 geschlossen hat, wurde im gleichen Gebäude im Herbst 2018 ein neuer Laden des Discounters PENNY eröffnet.
Im Ortskern verfügt Rudersdorf außerdem noch über die Ladenschäfte eines Metzgers, eines Bäckers, eines Reisebüros, zwei Bankfilialen, einer Tankstelle mit Poststelle und einer Apotheke. Neben dem Kaufhaus Schuh in der Rudersdorfer Ortsmitte sind im Gewerbegebiet Anzhäuser Mühle noch ein Grünes Warenhaus und ein Baumarkt mit Baustoffhandlung ansässig.
Die hausärztliche medizinische Versorgung wird durch die Praxis Rudersdorf abgedeckt. Einen Zahnarzt gibt es ebenfalls in der Ortsmitte.

### Schule und Sport
Rudersdorf hat eine eigene Grundschule und beherbergt seit Anfang der 1990er Jahre die Hauptschule der Gemeinde Wilnsdorf. Zudem gibt es eine Freie christliche Grundschule und zwei Kindergärten. Des Weiteren gibt es einen Bolzplatz, einen Sportplatz und drei Turnhallen und ein Beachvolleyballfeld im Ort. Es gibt eine Bücherei der Katholischen Kirchengemeinde.

## Laurentiuskirche
Die katholische Pfarrkirche St. Laurentius ist ein ortsbildprägendes Kirchengebäude, sie steht wirkungsvoll auf einer Anhöhe.

### Geschichte und Architektur
Rudersdorf gehörte bis 1896 zum Kirchspiel Irmgarteichen. Eine Kapelle, die dem hl. Laurentius geweiht war, brannte 1790 nieder. Durch den Umbau eines vorhandenen Wohnhauses wurde eine kleine Kapelle eingerichtet. Rudersdorf erhielt 1868 den Status einer Vikarie und wurde 1896 zur Filialgemeinde erhoben. Die Einwohner begannen 1897 mit einer Spendensammlung zum Bau einer Kirche und gewannen in Eigenleistung Baumaterial aus dem ortseigenen Steinbruch. Der Dortmunder Architekt Johann Franz Klomp fertigte die Entwürfe für eine Kirche im neugotischen Stil an, mit deren Bau 1909 begonnen wurde. Der Weihbischof Heinrich Haehling von Lanzenauer aus Paderborn konsekrierte das Gebäude 1921, erster Pfarrer wurde der bisherige Vikar Eickhoff. Da der Dachreiter für das Gewicht der Glocken zu schwach ausgelegt war, musste er 1932 abgerissen werden, nach Plänen des Architekten Wilhelm Hafeneger wurde der heutige Kirchturm gebaut, über den durch das Westportal der Kirchenraum erschlossen war. Über diesem Portal fand ein Bildwerk des hl. Laurentius seinen Platz. Drei Turmuhren wurden 2001 in die seit Baubeginn vorgesehenen Öffnungen eingebaut. Bei dem Anbau im Jahr 1973 mit einer Erweiterungsfläche von etwa 250 m² wurde der Innenraum neu strukturiert. Die dreischiffige Stufenhalle gehört zum Typ der Hallenkirchen ohne Querschiff, der seit der Mitte des 19. Jahrhunderts bis zum Ersten Weltkrieg üblich war. Kirchen dieser Bauart sind konsequent symmetrisch gegliedert und gut proportioniert. Durch die als Baumaterial verwendete Grauwacke passt sich der Bau, ebenso wie der später angefügte Westturm, gut in das Landschaftsbild ein. Das Satteldach des Schiffs ist durch Aufschieblinge stark abgeflacht. Das Zeltdach des Turmes ist mit einem achteckigen Helm bekrönt. Die Mauern des Kirchengebäudes sind durch abgestufte Strebepfeiler verstärkt. Die Gewände der Türen und Fenster sowie das Maßwerk sind in neugotischer Art aus Werkstein gefertigt. Die Fenster im polygonen Chor zeigen Szenen aus dem Neuen Testament, sie wurden nach Entwürfen von Wilhelm Buschulte von der Werkstatt Oidtmann in Linnich ausgeführt. Das Gewände des Eingangs im ersten Joch der Nordseite ist aus Sandstein gefertigt und geht in eine rechteckige Form über. Von der Sakristei aus ist der Innenraum über den Eingang auf der Südseite begehbar. Das Mittelschiff und die schmalen Seitenschiffe werden von kräftigen Rundpfeilern mit runden Kapitellen abgetrennt, das Kreuzrippengewölbe ist steil geführt.

### Ausstattung
- Das Retabel des ehemaligen Hochaltares stammt noch von der ehemaligen Laurentiuskapelle, es zeigt in einem aufwändigen Rahmen mit Säulen und Rankenwerk ein Relief des Patrons. Diese wohl ländliche Arbeit wurde der Gemeinde 1797 geschenkt, sie stand zuvor in der Schlosskapelle. Eine umfangreiche Restaurierung erfolgte 2002, seitdem steht der Altar im alten Chor.
- Die Muttergottes von 1958 ist eine Figur, die von Erich Jeckle aus Frankfurt geschaffen wurde.
- Der Tabernakel aus den 1960er Jahren ist eine Arbeit von Arbeit von Josef Jost aus Hattersheim, er zeigt die vier Evangelisten.
- Den Versus-Populum-Altar, die Stele des Tabernakels und die Sedilien wurden nach Entwürfen von Aloyis Sonntag aus Siegen angefertigt. Sonntag erstellte auch die Pläne für den Anbau.
- Die vier Glocken aus Bronze wurden 1978 gegossen.[21]

## Persönlichkeiten
- Wilhelm „Willi“ Albert Kettner (1913–1990), Kommunalpolitiker (CDU) und Landrat des Kreis Siegen
- Otmar Loffeld (1955–2022), deutscher Ingenieurwissenschaftler in Wilnsdorf-Rudersdorf